# Certhilauda
Certhilauda és un gènere d'ocells de la família dels alàudids (Alaudidae ).

## Taxonomia
Segons la Classificació del Congrés Ornitològic Internacional (versió 13.1, 2023) aquest gènere està format per 6 espècies:
- Certhilauda chuana - alosa d'ungles curtes.
- Certhilauda subcoronata - alosa becllarga de Namaqua.
- Certhilauda benguelensis - alosa becllarga de Benguela.
- Certhilauda semitorquata - alosa becllarga del Transvaal.
- Certhilauda curvirostris - alosa becllarga del Cap.
- Certhilauda brevirostris - alosa becllarga d'Agulhas.